# Filtre CYGM

Exemple de matrice CYGM

Matrice CYGM sur un capteur d'image en perspective isométrique

En photographie numérique, le filtre CYGM est une matrice de filtres colorés alternative au filtre de Bayer (GRGB). Il utilise également une mosaïque de filtres de pixels, cyan, jaune ("yellow"), vert ("green") et magenta, et nécessite donc également un dématriçage pour produire une image en couleur.

## Principe
Le filtre CYGM donne des informations de luminance plus précises que le filtre de Bayer, d’où une plage dynamique plus large, mais au détriment de la précision des couleurs. En effet, les composantes cyan et jaune de la matrice de filtres colorés ne produisent pas un véritable jaune ou cyan monochromatique, mais sont plutôt des modifications des filtres utilisés pour absorber la « couleur ». Dans le cadre de la théorie trichromatique conventionnelle, une mesure « verte » est effectuée en plaçant un filtre de couleur qui absorbe le « rouge » et le « bleu » devant le capteur de lumière. Une mesure « bleue » est prise avec un filtre absorbant le « vert » et le « rouge », et une mesure « rouge » avec un filtre absorbant le « bleu » et le « vert ». Le RVB est donc dérivé en utilisant des filtres qui absorbent chacun les 2/3 du spectre pour chaque mesure de couleur. Cela signifie en pratique qu’une grande partie de la lumière qui tombe sur le réseau de capteurs est absorbée par les filtres (qui utilisent généralement des colorants pour absorber la lumière dans une large gamme de longueurs d’onde). Le réseau de filtres colorés CYGM diffère du filtre de Bayer standard en utilisant un filtre n'absorbant qu'une seule couleur pour 3 des 4 capteurs. Cela produit une réponse spectrale large et rend donc les mesures plus précises en ce qui concerne la luminance (c’est-à-dire la mesure de la quantité de lumière présente), mais rend plus difficile la détermination précise des informations de couleur. Bien que le « vert » ne soit pas affecté, l'imprécision des couleurs provient du fait que les capteurs rouge et bleu (tels que ceux que l’on trouve dans le filtre de Bayer standard) sont en fait confondus dans les capteurs « magenta » et « cyan ». Ceci est illustré par un graphique de la réponse spectrale du capteur CYGM.
Alors que le filtre CYGM a été largement adopté dans les premières années de la photographie numérique, à l’époque rival du filtre de Bayer désormais standard, il est maintenant considéré comme obsolète. Les CCD qui l'ont utilisé incluent les Sony ICX252AK et ICS252AKF de 3 mégapixels (qui ont été échantillonnés en octobre 1999).
Les capteurs CCD dotés d'un réseau de filtres colorés CYGM ont été initialement adoptés par Canon et Nikon lorsque ces entreprises sont passées de la photographie argentique au numérique. De nombreux modèles Canon de la période 1999-2000, tels que le PowerShot S10, le Digital IXUS S100 (juin 2000) et le PowerShot G1 utilisaient des capteurs avec cette disposition de filtres colorés. Alors que Canon a adopté le filtre de Bayer désormais standard sur l'ensemble de sa gamme lors de l'introduction du reflex numérique, Nikon a continué à produire et à vendre une gamme d'appareils photo numériques amateurs de milieu de gamme utilisant des capteurs CYGM pendant une période d’environ 5 ans. Du célèbre Nikon Coolpix 995 (encore utilisé une décennie plus tard dans des applications spécialisées comme la microscopie) au Nikon Coolpix 5700 (le dernier appareil photo Nikon à utiliser le CYGM).
Par ailleurs, Panasonic a également utilisé des capteurs CCD avec un réseau de filtres CYGM. Ceux-ci ont été appelés en interne « filtres de couleurs complémentaires ».

## Liste d'appareils avec un réseau de filtres CYGM
| Appareil                 | Taille capteur | Définition | Date de sortie    |
| ------------------------ | -------------- | ---------- | ----------------- |
| Nikon Coolpix 3500       | 1/2.7"         | 3.2 MP     | 19 septembre 2002 |
| Nikon Coolpix 4300       | 1/1.8"         | 4.1 MP     | 29 août 2002      |
| Nikon Coolpix 4500       | 1/1.8"         | 4.0 MP     | 29 mai 2002       |
| Nikon Coolpix 5700       | 2/3"           | 5.0 MP     | 29 mai 2002       |
| Leica Digilux 1          | 1/1.8"         | 4.0 MP     | 14 mars 2002      |
| Nikon Coolpix 2500       | 1/2.7"         | 2.0 MP     | 21 février 2002   |
| Panasonic Lumix DMC-LC40 | 1/1.8"         | 4.0 MP     | 11 janvier 2002   |
| Panasonic Lumix DMC-LC5  | 1/1.8"         | 4.0 MP     | 11 janvier 2002   |
| Nikon Coolpix 5000       | 2/3"           | 5.0 MP     | 18 septembre 2001 |
| Nikon Coolpix 885        | 1/1.8"         | 3.2 MP     | 23 août 2001      |
| Nikon Coolpix 775        | 1/2.7"         | 2.1 MP     | 25 avril 2001     |
| Nikon Coolpix 995        | 1/1.8"         | 3.14 MP    | 25 avril 2001     |
| Canon PowerShot Pro90 IS | 1/1.8"         | 2.6 MP     | 6 janvier 2001    |
| Canon PowerShot G1       | 1/1.8"         | 3.14 MP    | 18 octobre 2000   |
| Nikon Coolpix 880        | 1/1.8"         | 3.24 MP    | 28 août 2000      |
| Nikon Coolpix 990        | 1/1.8"         | 3.24 MP    | 27 janvier 2000   |
| Canon PowerShot S20      | 1/1.8"         | 3.14 MP    | 6 janvier 2000    |
| Nikon Coolpix 800        | 1/2.0"         | 2.1 MP     | 27 septembre 1999 |
| Canon PowerShot S10      | 1/2.0"         | 2.11 MP    | 27 août 1999      |
| Canon PowerShot A50      | 1/3.0"         | 1.2 MP     | 30 mars 1999      |
| Canon PowerShot A5 Zoom  | 1/3.0"         | 0.7 MP     | 18 février 1999   |
| Nikon Coolpix 700        | 1/2.0"         | 2.11 MP    | 15 février 1999   |
| Nikon Coolpix 950        | 1/2.0"         | 2.11 MP    | 15 février 1999   |
| Nikon Coolpix 900S       | 1/2.7"         | 1.2 MP     | 26 octobre 1998   |
| Canon PowerShot A5       | 1/3.0"         | 0.7 MP     | 27 mars 1998      |
| Nikon Coolpix 900        | 1/2.7"         | 1.2 MP     | 16 mars 1998      |
| Canon PowerShot Pro 70   | 1/2.0"         | 1.5 MP     | 27 février 1998   |
| Canon PowerShot 350      | 1/3.0"         | 0.3 MP     | 16 juillet 1997   |
| Canon PowerShot 600      | 1/3.0"         | 0.5 MP     | 13 mai 1996       |